# Боков (село)
Бо́ков (укр. Боків) — село в Подгаецкой городской общине Тернопольского района Тернопольской области Украины.
До 2020 года входило в Подгаецкий район.
Население по переписи 2001 года составляло 462 человека. Занимает площадь 16,113 км². Почтовый индекс — 48032. Телефонный код — 3542.